# Elderon (Wisconsin)
Elderon – miasto w Stanach Zjednoczonych, w stanie Wisconsin, w hrabstwie Marathon.